# アドルフ・ミュラー2世
アドルフ・ミュラー2世（ドイツ語: Adolf Müller II.、1839年10月15日 - 1901年12月14日）は、オーストリアの音楽家。

## 概要
アン・デア・ウィーン劇場の楽長ならびに劇場作曲家であったアドルフ・ミュラー1世の息子として誕生。父と同じ道を進み、1883年にアン・デア・ウィーン劇場の楽長に就任。民衆劇を含む多くの劇に音楽を提供し、またオペレッタの作曲も手掛けた。
ヨハン・シュトラウス2世の未完のオペレッタ『ウィーン気質』を補筆した人物として知られる。

## 作品
- 『はなむけに』（Mit auf den Weg）特定の形式によらないピアノ曲